# Guzel' Jachina
Guzel' Šamil'evna Jachina (in russo Гузель Шамильевна Яхина?, in tataro Гүзәл Шамил кызы Яхина in cirillico e Güzäl Şamil qızı Yaxina in caratteri latini; Kazan', 1º giugno 1977) è una scrittrice e sceneggiatrice russa di origine tatara.
Il suo romanzo d'esordio, Zuleika apre gli occhi, ha vinto il Big Book Award e il Yasnaya Polyana Literary Award ed è stato tradotto in diverse lingue.

## Biografia
Guzel' Šamil'evna Jachina (traslitterato anche come Guzel Yakhina) è nata a Kazan', nella Repubblica del Tatarstan, nel 1977. Sua madre è un medico e suo padre un ingegnere. In famiglia da piccola ha sempre parlato il tataro e ha imparato il russo solo quando a tre anni ha cominciato ad andare all'asilo.
Si è laureata in lingue straniere alla Tatar State University of Humanities and Education di Kazan'. Nel 1999 si è trasferita a Mosca, dove si è laureata in sceneggiatura alla Moscow Film School.
Ha iniziato a lavorare scrivendo sulle riviste Neva, Oktyabr e Siberian Lights.

## Romanzo Zuleika apre gli occhi
La sua opera di esordio, Zuleika apre gli occhi (in russo Зулейха открывает глаза?, Zulejcha otkryvaet glaza), è stata pensata inizialmente come sceneggiatura per un lungometraggio durante il periodo degli studi alla Moscow Film School. Un suo estratto è apparso sulla rivista Siberian Lights, ma il romanzo è stato inizialmente rifiutato da diversi editori prima di essere pubblicato dalla casa editrice russa AST nel 2015.
La storia è ambientata nel 1930 durante il periodo della dekulakizzazione voluta da Stalin, quando milioni di kulaki, la classe dei contadini benestanti, vennero arrestati e deportati in Siberia per poter espropriare e collettivizzare i terreni di loro proprietà. Zuleika, la protagonista del romanzo, vive in un villaggio tataro insieme al marito e alla suocera. Quando suo marito viene ucciso per essersi opposto all'esproprio dei loro beni Zuleika viene deportata in Siberia e lì per sopravvivere dovrà crearsi da capo una nuova vita e imparare a conoscere i propri compagni di esilio.
Jachina prese l'idea per la sua opera dai racconti di sua nonna materna, appartenente ad una famiglia di kulaki che erano stati deportati in Siberia quando lei era ancora bambina. Molti degli episodi descritti nel romanzo sono stati tratti dalle memorie di altri kulaki, che Jachina ha studiato a lungo prima di iniziare a scrivere.
Anche a causa del tema controverso, il romanzo ha ricevuto recensioni miste in patria, ma nel 2015 ha vinto il Big Book Award e il Yasnaya Polyana Literary Award, due importanti premi letterari russi, ed in seguito è stato tradotto in diverse lingue straniere. In Italia è stato pubblicato da Salani nel 2017 con il titolo Zuleika apre gli occhi.
Dal romanzo sono state tratte un'opera teatrale nel 2017 e una serie tv in otto episodi nel 2020.
L'opera è stata insignita nel 2020 con il Premio letterario Giuseppe Tomasi di Lampedusa.
Nel 2018 ha pubblicato il secondo romanzo, Figli del Volga, vincitore nel 2021 del Prix du Meilleur livre étranger nella categoria "Miglior romanzo".

## Opere

### Romanzi
- Zuleika apre gli occhi (in russo Зулейха открывает глаза?, Zulejcha otkryvaet glaza, editore AST, 2015), Salani, Milano 2017
- Figli del Volga (in russo Дети мои?, Deti moi, editore AST, 2018)[13], Salani, Milano 2021

### Racconti
- Мотылек, 2014
- Винтовка, 2015
- Швайпольт, 2016
- Юбилей, 2018